# Juegos palatinos
Se llamaban juegos palatinos (ludi palatini) a unos juegos que se celebraban en la Antigua Roma. Estos juegos fueron instituidos por la emperatriz Livia, esposa de Tiberio Claudio Nerón y posteriormente de Augusto, en honor del propio Augusto o como dicen algunos autores, por éste en honor de Julio César. 
Eran anuales y se celebraban en el monte Palatino durante ocho días desde el 15 o el 27 de diciembre. Suetonio afirma que Calígula fue asesinado durante uno de esos días que asistía a los juegos. 